# Zullwil
Zullwil é uma comuna da Suíça, situada no distrito de Thierstein, no cantão de Soleura. Tem 3,63 km² de área e sua população em 2018 foi estimada em 668 habitantes.